# Mezőszentgyörgy
Mezőszentgyörgy là một thị trấn thuộc hạt Fejér, Hungary. Thị trấn này có diện tích 27,12 km², dân số năm 2010 là 1329 người, mật độ 49 người/km².